# اوست-کوت
شهر اوست-کوت (به روسی: Усть-Кут) در کشور روسیه و در اوبلاست ایرکوتسک واقع شده‌است.